# Brücke-Museum
Pour les articles homonymes, voir Brücke.
Le Brücke-Museum, c'est-à-dire le musée du groupe d'artistes Die Brücke, possède des œuvres majeures des artistes de ce célèbre groupe d'artistes expressionnistes né à Dresde : Ernst Ludwig Kirchner, Karl Schmidt-Rottluff, Erich Heckel et Fritz Bleyl, Emil Nolde, Max Pechstein et Otto Müller.
Le musée fut créé à l'initiative de Schmidt-Rottluff, qui l'ouvrit en 1964 dans son propre domicile, et lègue près de 600 pieces à la structure. Avec le soutien de Heckel, le musée fut transféré dans son bâtiment actuel, bâti par Werner Düttmann en 1967.

## Tour du musée
Promenant le long des pièces claires, on peut voir les peintures à couleurs intenses. Les paysages et les gens dans les peintures semblent un petit peu distancés, mais encore à reconnaître. Le spectateur peut admirer la richesse des tableaux en manière expressionniste des peintres de l'association « Brücke ». La présentation du musée, outre lors des expositions temporaires, change régulièrement.

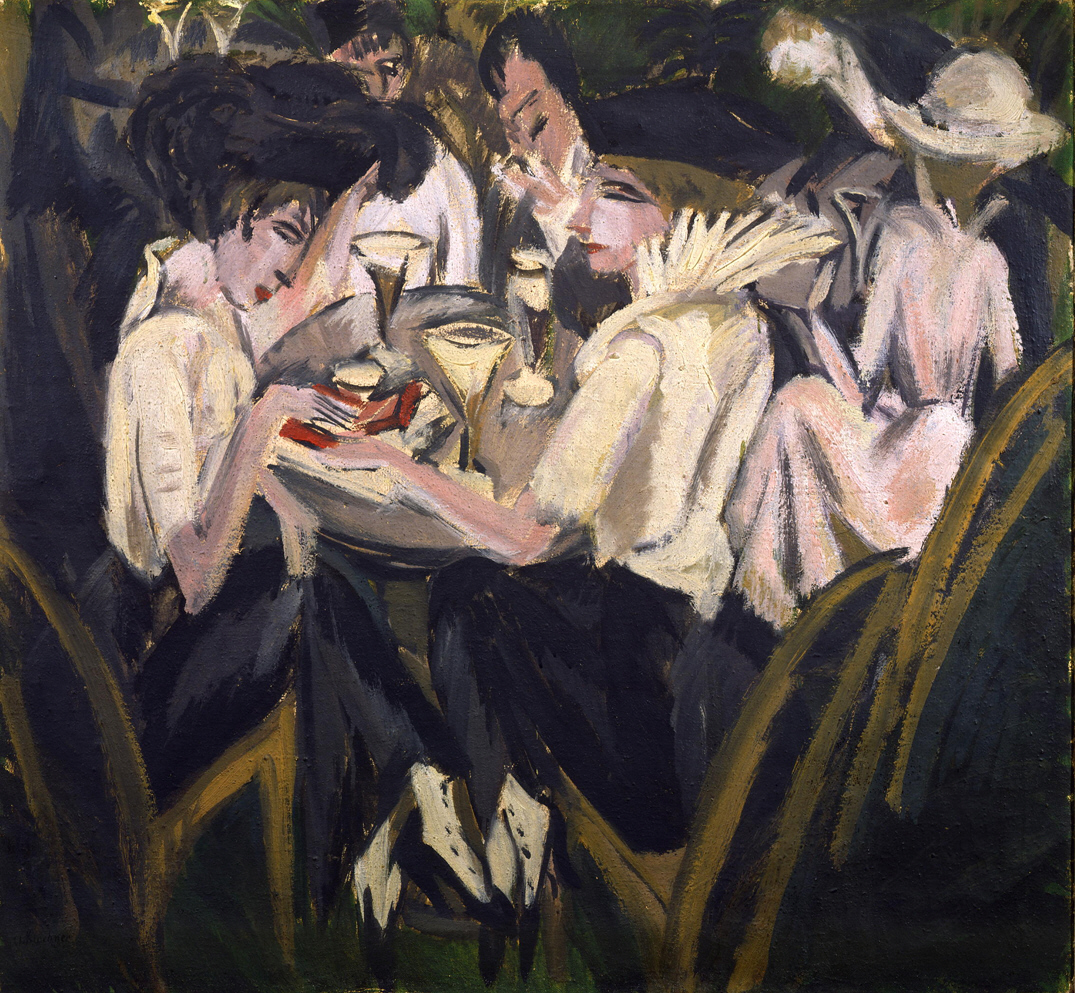
Ernst Ludwig Kirchner : Dans le jardin du café (en allemand : Im Cafégarten, 1914).
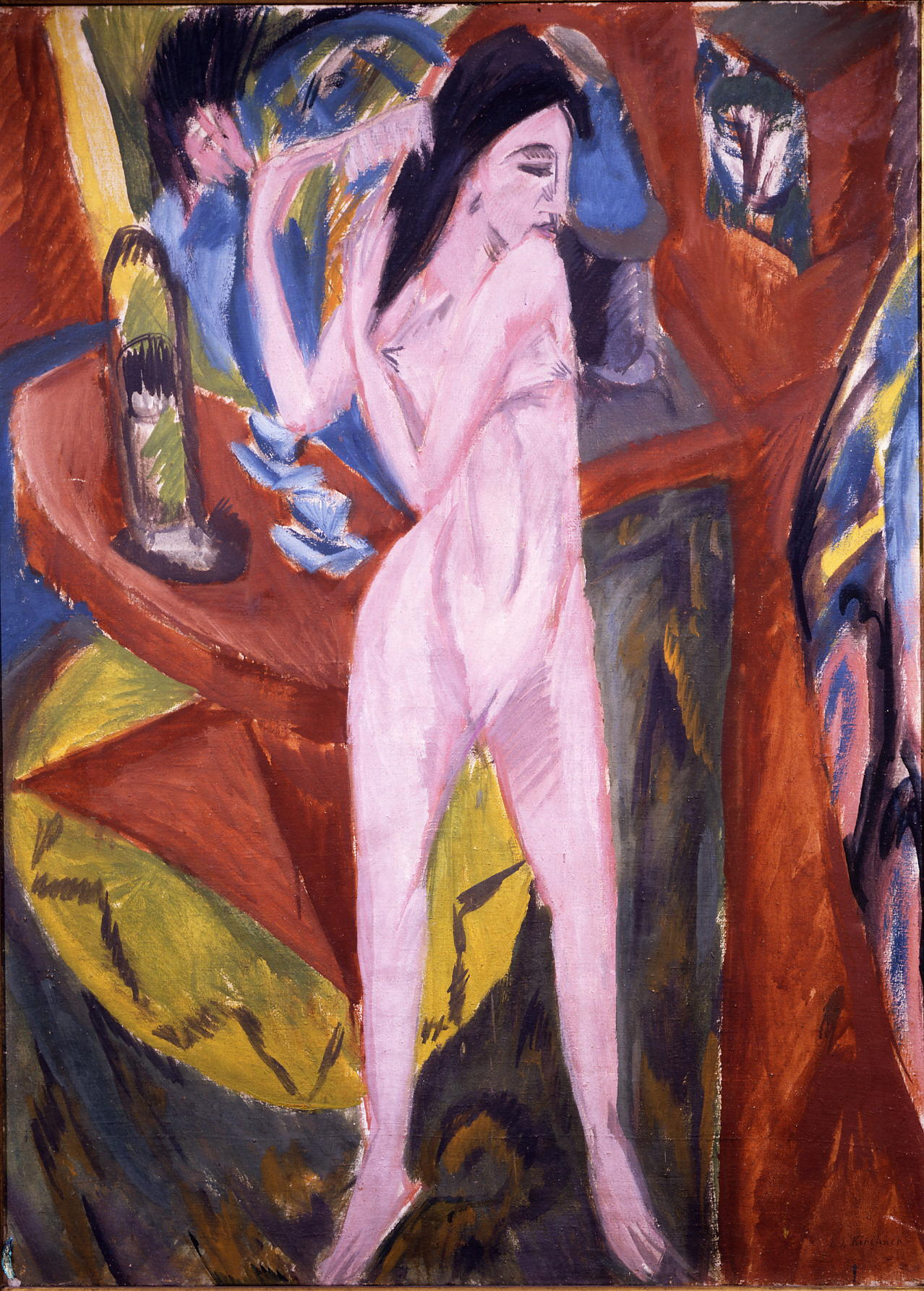
Ernst Ludwig Kirchner: Nue, se coiffant (en allemand : Sich kämmender Akt, 1913).